# 김해 양동리 고분군
김해 양동리 고분군(金海 良洞里 古墳群)은 대한민국 경상남도 김해시 주촌면 양동리에 있는 가야의 고분군이다. 1993년 12월 7일 경상남도의 기념물 제136호로 지정되었다가, 2004년 7월 24일 대한민국의 사적 제454호로 승격 지정되었다.

## 개요
김해 양동리 고분군은 기원전 2세기대로부터 기원 5세기대에 걸쳐 형성된 고분군으로서, 발굴조사 결과 다양한 묘제와 수많은 유물이 출토되어 가야 국가 형성기로부터 발전기의 역사적 사실을 한 눈에 보여줄 수 있는 중요한 자료이다.
이 유적은 일찍부터 김해지역 중심고분유적의 하나로 주목받은 곳으로서 1984년 문화재연구소에 의해 처음으로 발굴조사가 이루어진 이래 1990∼1996년간 동의대학교 박물관에 의하여 4차에 걸친 발굴조사가 이루어져 목관묘, 목곽묘, 석곽묘, 옹관묘 등 548기의 유구와 토기와 청동기, 철기 등 5,100여점에 이르는 유물이 출토되었다.
확인된 유구는 묘제의 변천과정과 연대 규명을 뒷받침하는 중요한 자료이며, 출토된 각종 유물은 시기별 가야문화의 실상과 변화상을 한 눈에 보여줄 뿐만 아니라 종래의 연구에서 부족했던 많은 자료를 보완하여 국제성을 띤 가야문화의 세련된 모습을 살필 수 있는 중요한 자료이다.
이러한 발굴성과를 통하여 가야사회의 문화와 국가·사회적 성격을 보다 분명하게 파악할 수 있게 되어 구야국(狗耶國) 또는 본가야(本伽倻)가 활발한 해상활동을 통하여 번성한 해양왕국(海洋王國)이었음을 알 수 있으며, 2세기 후반에서 4세기까지가 가야철(伽倻鐵)의 전성기로서 해상활동도 가장 활발하여 외래문물도 해로를 통해 직접 유입되었던 가야시대의 번성기였음을 추정할 수 있다. 이와 같이 철생산이 가야발전의 가장 중요한 요인이었다는 사실은 동시에 철시장의 상실로 인한 가치 하락이 가야쇠퇴의 직접적인 요인이 되었으며, 새롭게 부상한 신라나 백제의 압박으로 점차 쇠망하였다는 설명을 가능하게 한다.
이와 같이 김해양동리고분군은 그 발굴성과를 통해 각 시기별 가야문물의 진수를 보여줄 뿐 아니라 낙동강 하류지역 가야사회의 성장과 그 국가적 성격을 밝히는 귀중한 유적이라 할 것이다.

## 묘제
양동리고분군의 묘제는 널무덤, 덧널무덤, 덧널무덤, 구덩식덧널무덤, 유사돌무지덧널무덤 독널무덤 등 다양하게 나타나고 있으며, 특히 A.D. 1 ~ 5세기까지의 무덤이 순차적으로 조영되어 있어 가야시대 묘제의 기본변화양상 즉 널무덤->덧널무덤->돌덧널무덤의 변화양상을 확인해주었다.
55호 널무덤은 A.D. 1세기말~2세기초의 유구로 추정되는 무덤으로 발굴 조사지역의 서남쪽에 위치하고 있다. 주변 대부분의 덧널무덤보다는 훨씬 깊게 조성되어 있어 파괴되지 않고 비교적 잔존상태가 양호한데, 이 무덤의 중앙에서 요갱 시설이 확인되었다. 무덤구덩이 충전토 내부에서 쇠토끼, 쇠낫, 환형청동기, 와질토기 주머니항아리, 쇠화살촉 등이 출토되었으며, 널 내부에서는 유리구슬, 방제경, 환형청동기 철검 등이 출토되었다.
162호 덧널무덤은 가야시대 최고에 속하는 대형덧널무덤으로 방형에 가까운 평면형태를 띠고 있다. 이 무덤에서는 철복 1점과 와질의 굽다리입큰항아리 1점을 제외하고는 용기류의 부장이 전무하다.

## 같이 보기
- 가야

## 참고 자료
- 김해 양동리 고분군 - 국가유산청 국가유산포털